# Любешів
Любеші́в —  селище на північному сході Волинської області, колишній адміністративний центр Любешівського району (нині Камінь-Каширський район), розташоване на лівому березі річки Стохід (права притока р. Прип'ять, бас. Дніпра). За історико-етнографічними ознаками та за своїм географічним розташуванням Любешів належить до Українського (Волинського) Полісся. Населення – 7832 осіб (2012 р.). Відстань до обласного центру, м. Луцьк, становить 137 км. Найближчі залізничні станції розташовані у м. Маневичі та м. Камінь-Каширський, за 50-60 км від Любешова. Через Любешів проходить Р14, яким можна дістатися до міжнародного автомобільного пункту пропуску «Дольськ» на кордоні з Білоруссю.
Абсолютний максимум температури повітря для Любешова +36,9 градуса (10.08.1992), абсолютний мінімум -37.2 градуса (12.01.1950). Добовий максимум опадів – 119 мм (3.07.1991).

## Історія

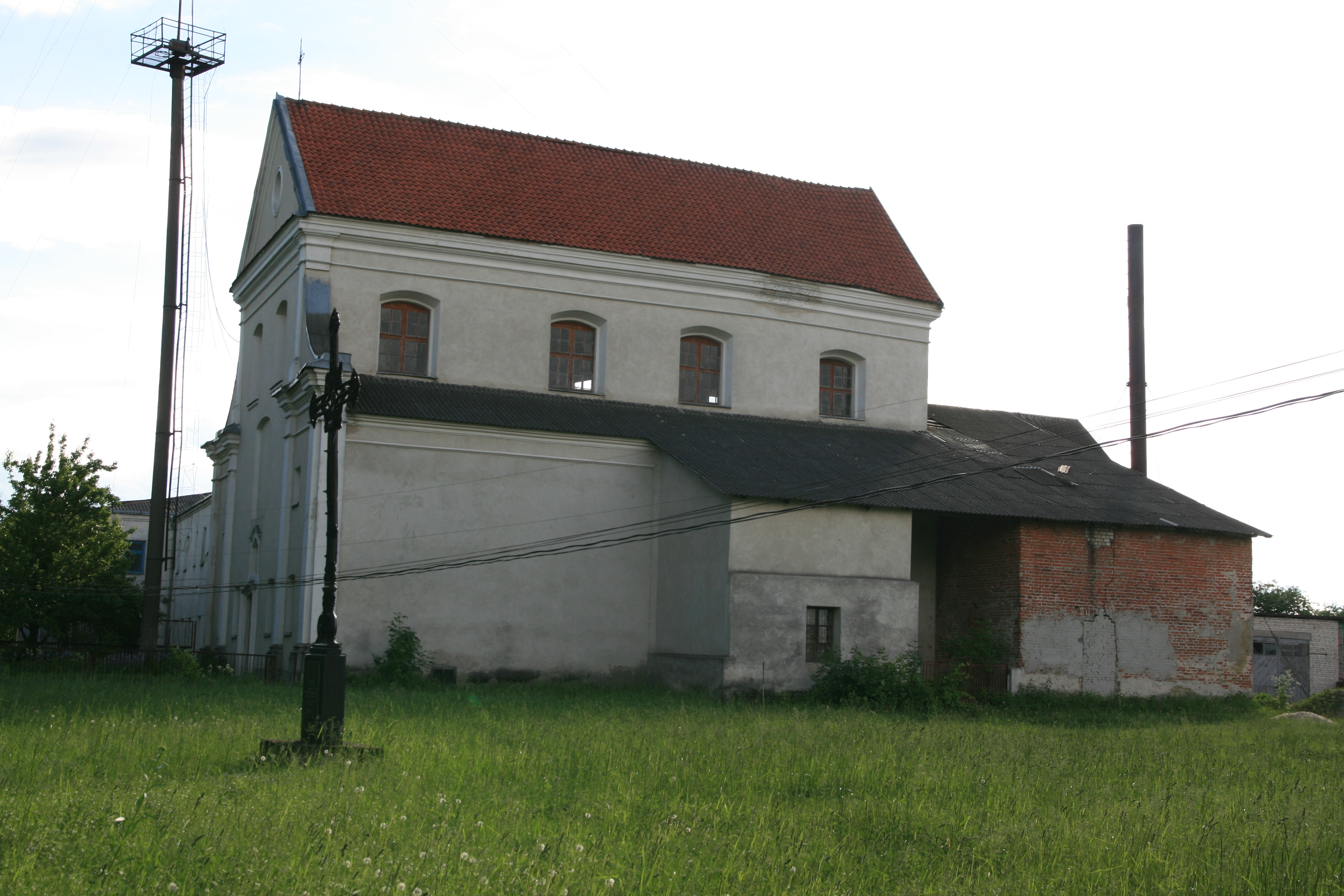
Костел монастиря капуцинів

Згідно зі старовинними переказами, засновником першого поселення на території теперішнього Любешева був мисливець на ім'я Любаш, який жив у XV ст. Любаш був слугою шляхтича Верлі, який жив у Турівському князівстві і добре знався із литовським князем Сапегою, за сина якого хотів віддати свою доньку Ядвігу. Ядвіга, незважаючи на волю батьків, покохала мисливця Любаша, тому їм довелось втекти далеко від дому та оселитися на березі невеликої річки, оточеної лісами і болотами.
Перша писемна згадка про Любешів від 18 вересня 1484 року (на цей час Любешів перебував під владою Великого Литовського князівства) знаходиться в документі староукраїнською мовою рос. «Декрет о разделе имений Ольбяза, Любешова, Бискупича и Росного с селами между М. Доркгевичем и Я. Довойновичем». Цей документ знаходиться в Литовській метриці і зберігається в Москві у Центральному державному архіві давніх актів (рос. ЦГАДА) (фонд 389, Литовська метрика, опис 1, книга 4, аркуш 1333). Він опублікований у «Русской исторической библиотеке» (Санкт-Петербург, 1910 рік.— том 27.— С. 391—392). Вказаний документ стверджує, що Любешів набагато старіший, оскільки в 1484 році він уже був, розвивався і навіть через суд ділили його навколишні маєтки. Однак, на жаль, більш ранньої згадки про нього ще не знайдено.
У цьому ж архіві у фонді 389 зберігаються ще два стародавні документи (також староукраїнською мовою), де згадується Любешів і навколишні населені пункти. Перший — під 1516 роком: рос. «Постановления по жалобам княгини Петрухны Глинской и ее сестры Варвары Станкович на их зятя Юрия Рачка, судью Бельского, уклонявшегося от раздела Любешова и других имений, оставшихся после их матери». Другий — від 9 січня 1519 року: рос. «Решение по жалобам королевского маршалка и секретаря Н. М. Рачковича, у том числе на князя Януша Козечича об имении Ольбяз».
У 1547 році Любешів переходить у володіння графа Лева Оброзцова. Надалі, після підписання Люблінської унії 1569 року, Любешів разом з навколишніми землями перейшов, у складі Речі Посполитої, під владу Польщі.
У 1653 році Любешів ущент спалили татари. Але поселення поступово відроджувалося. Наприкінці XVII століття, у 1684 році литовський маршал, дідич Любешева Ян Кароль Дольський заснував у Любешеві монастир отців піарів, який згодом, 2 січня 1726 року було передано Ордену капуцинів. У 1693 році Ян Кароль Дольський виклопотав для села статус містечка, яке назвав Новий Дольськ.
При монастирі орденом піарів було засновано колегіум, який у добу Просвітництва набув слави одного з найкращих європейських колегіумів[джерело?]. У Любешеві здобували освіту чимало визначних діячів культури і науки України та Польщі, а протягом 1753—1758 років у школі при монастирі навчався національний герой польського народу Тадеуш Костюшко. Середньовічний римо-католицький орден в історії українського шкільництва має важливе значення. Тим паче, що й зараз педагоги-піяри реалізують своє вчення у десятках країн, серед яких Іспанія, Польща, Італія, Франція, Австрія, Чехія, Японія, США, Канада, а також майже всі країни Південної Америки. На жаль, діяльність піярів в Україні після закриття у 1939 році останньої школи — Любешівського колегіуму, припинилась. Засновником ордену піярів є іспанський священик Хосе де Каласанц. Його педагогічній діяльності присвячена багата література латинською, італійською, іспанською та іншими мовами, на жаль, невідома педагогам в Україні. Учителями піярів були Галілео Галілей і Томмазо Кампанелла, які переслідувались неапольською інквізицією.
Піари не тільки відкрили в усьому світі, на противагу діючому шкільництву, безплатні школи для дітей, але й здемократизували освіту. У тогочасній школі могли навчатись діти багатих батьків, бо за науку треба було платити. Діти убогих батьків таким чином були позбавлені можливості вчитись.
У Любешівському колегіумі садили поруч на лави дітей шляхти і простолюду, католиків біля православних, протестантів біля євреїв. В ньому не було дискримінації ні етнічної, ні станової, ні релігійної[джерело?]. Польські та українські науковці не знайшли в архівах жодного документа, який би засвідчив випадок дискримінації українських чи єврейських дітей у піярських школах тогочасної Речі Посполитої, до якої входила Західна Україна, що особливо виділяє цю унікальну систему шкільництва, яка немало постраждала від переслідувань інквізиції та утисків єзуїтів. Зараз школи піарів продовжують роботу у багатьох країнах світу, у тому числі і у сусідній Польщі.
На превеликий жаль, у радянську добу в Любешеві було зруйновано костел піярів. Мало що нагадує і славу колегіуму європейського значення. Ні унікальної наукової бібліотеки, ні лабораторій колегіуму, ні прекрасного ботанічного саду. В уцілілому приміщенні славетного навчального закладу розмістились друкарня, редакція газети та відділ освіти і науки.

Пам'ятний знак на честь 2000-ліття Різдва Христового. Урочисто освячений 30 січня 2001 року.

У 1756 році власником Любешева став Ян Антоній Чарнецький, який зі своєю дружиною Феліціанною склав пожертвування на осередок капуцинів в Любешеві. Пропозицію прийняли. 5 травня того ж року до Любешева прибули перші капуцини. Єпископ луцький РКЦ Антоній Еразм Воллович видав Litterae Cridae, а 15 серпня 1756 р. освятив наріжний камінь під будівництво храму і монастиря, яке розпочалось у 1761 році. Та коли будівництво майже закінчували, у 1774 році, помирає його засновник — Ян Антоній Чарнецький. Будівництво припинилося на довгі роки. Закінчили будувати кляштор ксьондзів-капуцинів 1786 року. Того самого року єпископ Ян Хризостом Каховський освятив храм св. Франциска з Ассижу. У 1788 році було затверджено монастир.
За другим поділом Речі Посполитої в 1793 році Любешів увійшов до Мінської губернії в складі Пінського повіту і був центром Любешівської гміни. Наприкінці XVIII століття, внаслідок трьох поділів Польщі (1772, 1793, 1795 рр.) всі землі Західної України та Західної Білорусі увійшли до складу Російської імперії.
У 1817 році любешівський осередок капуцинів згорів. Майже все було знищено вогнем, тому капуцини покинули свій притулок. У 1828 році Франциск Владислав Чарнецький, син засновника, просив настоятелів руської провінції направити декількох монахів, які б зайнялися відбудовою храму і монастиря. Спочатку рада провінції відмовила з огляду на те, що майже весь монастир згорів. Однак наступного року пропозицію було прийнято і призначено отця Яна Канта настоятелем і відповідальним за відбудову святині й монастиря. У 1832 році царський уряд зліквідував монастирі капуцинів у Любешеві. Невідомо, чи до цього будівництво було вже закінчено. Але під час І світової Війни німецькі солдати підірвали південне крило монастиря.
2 січня 1926 року ординарій пінської єпархії єпископ Зиґмунд Лозинський віддав капуцинам рештки давнього осередку в Любешеві. Через два роки було прийнято рішення відбудувати монастир. У 1931 році генерал Ордену о. Мельхіор звернувся до комісара провінціального варшавського комісаріату отця Даніеля з проханням утворити капуцинський осередок східного обряду. На цю роль ідеально підходив монастир у Любешеві, на Поліссі. 25 квітня 1933 року отець Мельхіор повідомив отця Даніеля про прийняття Орденом Східної Місії.
Першим настоятелем місії в Любешеві було призначено отця Кирила Фермонта, з Голландії. За короткий період голландські капуцини слов'янського обряду відбудували храм і монастир. 30 квітня 1935 року в Любешеві було зареєстровано монастир, а 7 вересня цього ж року єпископ Миколай Чернецький освятив святиню св. Франциска з Асізі. Проте з приходом радянської влади у 1939 році капуцини залишили осередок.
Перша спроба проголошення у Любешеві Радянської влади мала місце ще у 1920 році, але ця спроба виявилась невдалою, так як була придушена польськими легіонерами і в 1921 році земля Любешівщини вкотре перейшла під владу Речі Посполитої. Любешів разом із рештою земель Західної України увійшов до складу УРСР 30 вересня 1939 року. А 18 січня 1940 року указом Президії Верховної Ради УРСР було створено Любешівський район у складі Волинської області, центром якого став Любешів.
29 червня 1941 року, вже через тиждень після початку Німецько-радянської війни Любешів був захоплений німецькими військами. Окупація тривала до 5 березня 1944 року. Протягом всього часу окупації на території Любешівського району активно діяли партизанські загони та сили ОУН-УПА. Деякий час партизанам Чернігівсько-Волинського партизанського з'єднання вдавалось навіть утримувати на території Любешева радянську владу, попри те, що тривала окупація навколишніх районів німецькими військами.
Під час Другої світової війни німецький гарнізон у містечку налічував 60 осіб, з них 40 німців та 20 поліцаїв.
У Любешеві розташована адміністрація створеного 13 серпня 2007 року Національного природного парку «Прип'ять-Стохід» (раніше — регіональний ландшафтний парк «Прип'ять-Стохід»), який об'єднав усі заповідні об'єкти Любешівського району. Загальна площа парку становить 39315,5 га, у тому числі 5961,93 га земель, що надані йому в постійне користування.
Метричні книги Любешівської Преображенської православної церкви за період з 1840 по 1859 роки зберігаються в Національному історичному архіві Білорусі м. Мінськ.

## Населення
- За результатами Всеросійського перепису 1895—1897 рр. у Любешеві проживало 2739 громадян, з них 1397 жінок і 1342 чоловіки.
- У 1933 році у Любешеві проживало 3216 жителів.[10]

### Мовний склад
Рідна мова населення за даними перепису 2001 року:
| Мова       | Чисельність, осіб | Доля     |
| ---------- | ----------------- | -------- |
| Українська | 5 472             | 99,24 %  |
| Інші       | 42                | 0,76 %   |
| Разом      | 5 514             | 100,00 % |

## Пам'ятки

### Пам'ятники

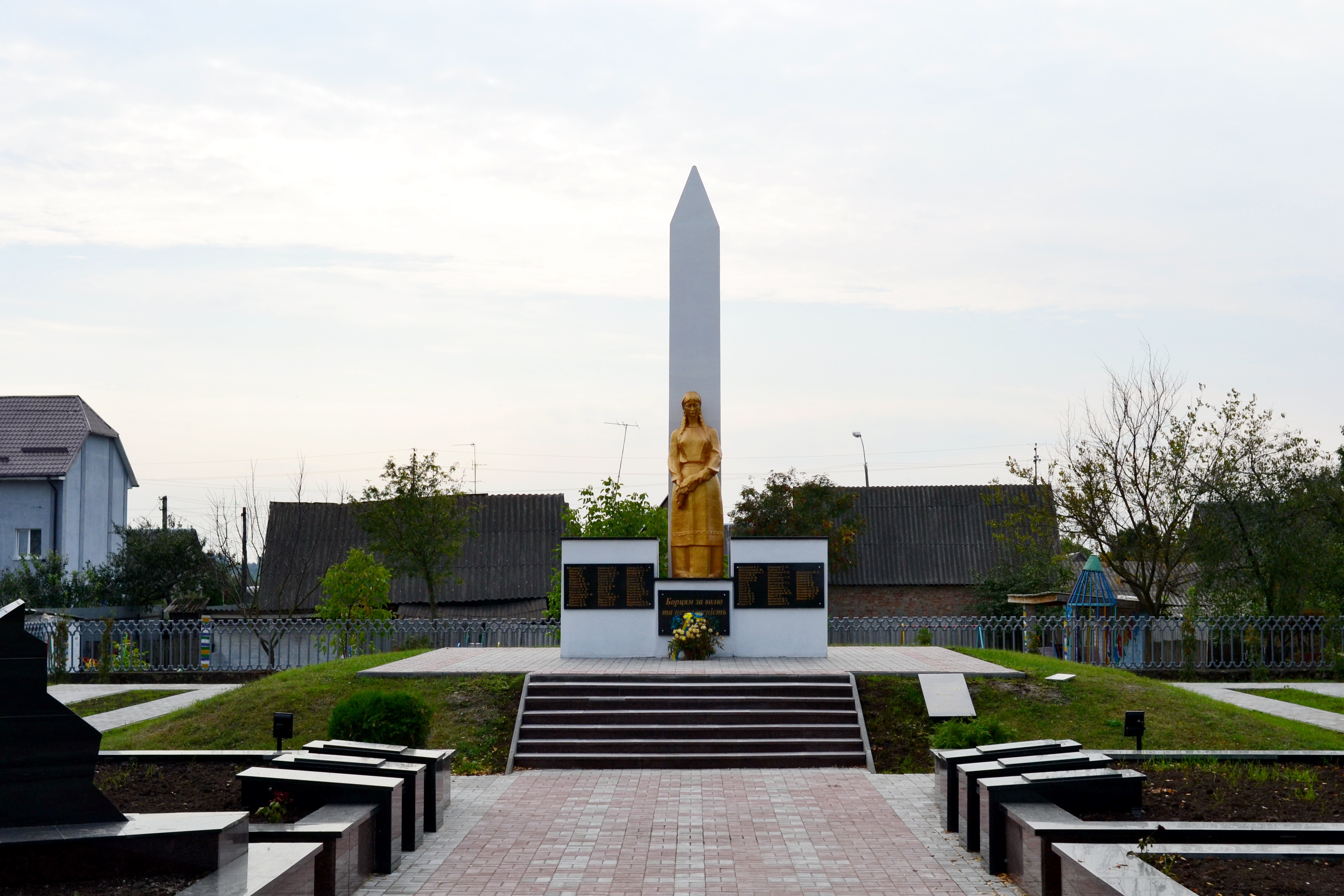
Пам’ятник землякам (1967 рік)
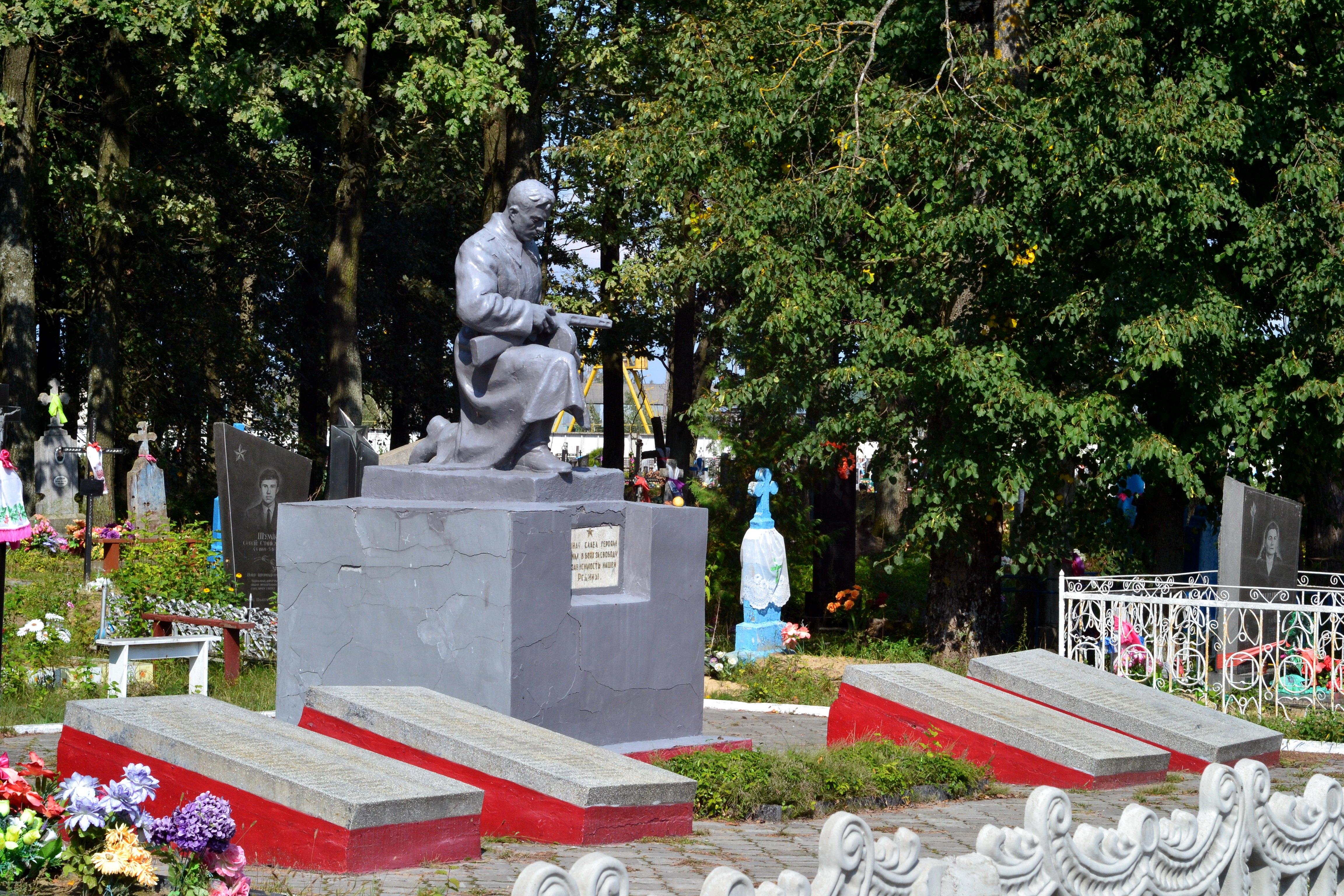
Могила братська радянських воїнів та партизан (1956 рік)
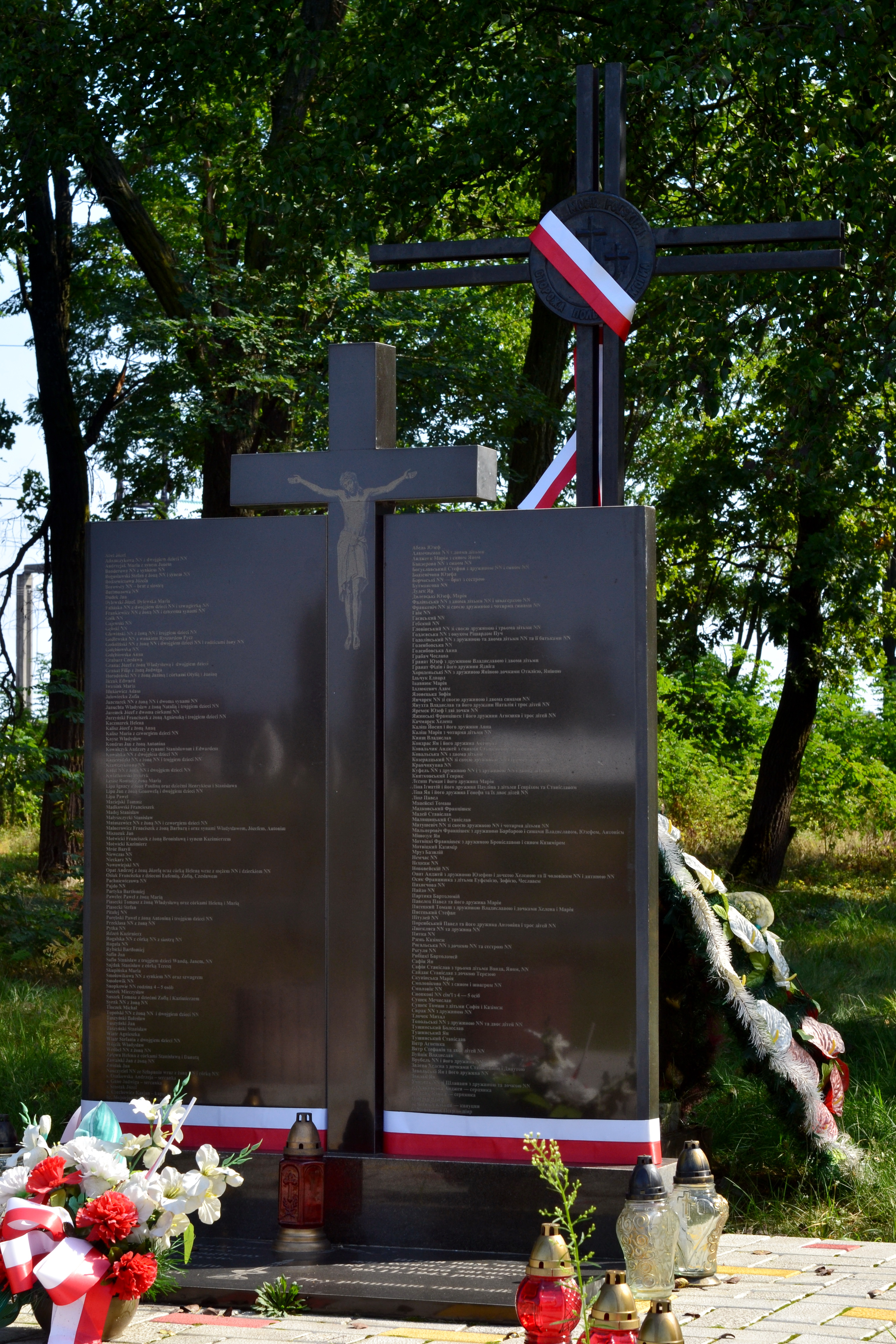
Пам'ятник на польському кладовищі, на якому поховано 171 осіб (1943 рік)
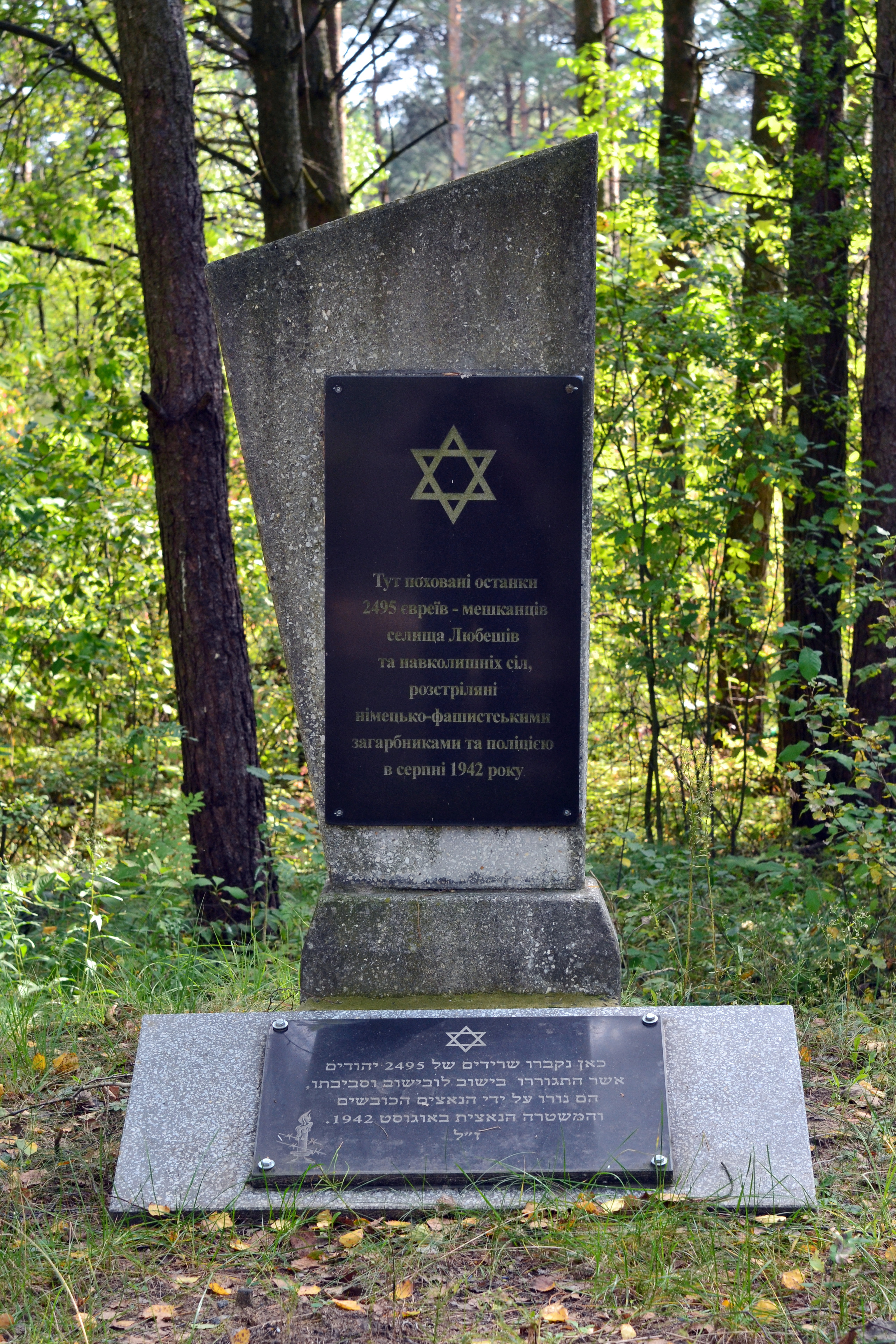
Могила розстріляних євреїв (1991 рік)

У місті був пам'ятник В. І. Леніну. Демонтований з ініціативи місцевого осередку КПУ 11 грудня 2013 року під час подій Євромайдану.

### Архітектурні пам'ятки
- Келії монастиря піарів — будинок колишньої монастирської школи, у якій навчався Тадеуш Костюшко (1684 рік, меморіальна дошка — 20-і рр. XX ст.)

- В'їзна брама садиби (18 ст.)

- Костел і келії монастиря капуцинів (18 ст.)

## Освіта
У Любешові з 1940 року діяла Любешівська педагогічна школа, яка готувала вчителів початкових класів. Директором її був Тканко Олександр Васильович (1916—2006), майбутній Герой Радянського Союзу.
В Любешові працює ОЗЗСО «Любешівський ліцей».
Працює музична школа, гуртки.
Працює Любешівський технічний коледж Луцького національно технічного університету (ЛТК ЛНТУ).

## Культура
У Любешеві з 1945 року виходить районна газета «Нове життя».
У 2004 році в Любешівській районній друкарні була надрукована перша в історії Любешева книга. Нею стала книжка місцевого літератора і краєзнавця Петра Кравчука «Рекорди Волині 1993».
У Любешеві працював Любешівський міжгалузевий кооперативний центр науково-технічної інформації «Ерудит» (голова Кравчук П. А.), який поряд із розробкою, виготовленням та розповсюдженням технічної документації мав видавничі права. У цьому видавництві були видані книги Петра Кравчука «Рекорды природы» (1993), «Рекорди Волині 1998» (1999) та «Книга рекордів Волині» (2005). На книгах зазначено місце їх видачі: Любешів та емблема кооперативу «Ерудит».

## Відомі люди

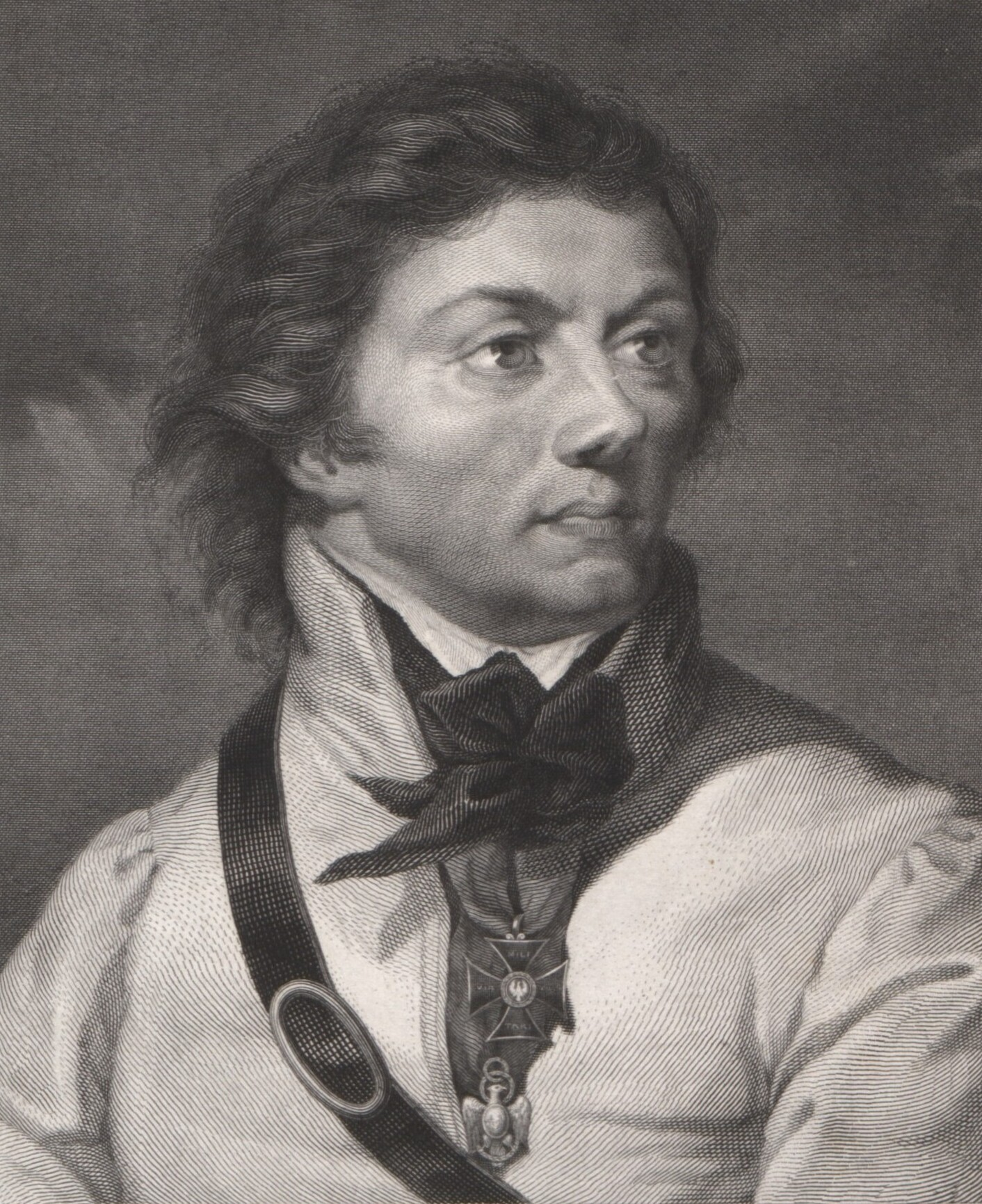
Тадеуш Костюшко

### Пов'язані з Любешевом
- Антоній Мошинський (1800—1893), останній ректор Любешівського колегіуму.[12]
- Тадеуш Костюшко (1746—1817) — діяч польського національно-визвольного руху. У 1753—1756 навчався у Любешові[13]
- Єжи Цяпінський (1718—1781) — проповідник і поет, відомий знавець латини.[14][15]
- Станіслав Юндзіл (1761—1847) — професор Віленського університету, засновник Вільнюського ботанічного саду.
- Казимир Нарбут[pl] (1738—1807) — польський філософ, гуманіст, поет, письменник, професор філософії Колегіума нобіліум піарів у Варшаві, автор підручника «Логіка».
- Мацей Догель (1715—1760) — польський історик, автор «Кодексу дипломатичного».
- Гриневич Едуард Михайлович (31 травня 1985 — 20 лютого 2014) — Герой України, боєць «Волинської сотні» самооборони, захисник Майдану. Навчався у Любешівському технічному коледжі. Працював у Любешеві.
- Малафіїк Іван Васильович (1940) — професор, доктор педагогічних наук
- Хрупчик Іван Васильович (1993—2016) — солдат Збройних сил України, учасник російсько-української війни[16].

### Почесні громадяни Любешева
«Почесний громадянин селища Любешів» — відзнака започаткована в селищі Любешів Волинської області у 2009 році напередодні урочистого відзначення 525-річчя Любешева.
Згідно з Положенням про відзнаку «Почесний громадянин селища Любешів», вона присвоюється рішенням Любешівської селищної ради мешканцям Любешева та вихідцям із Любешівщини за вагомий особистий внесок у розвиток Любешева. Лауреатам в урочистій обстановці вручається дане Рішення та Пам'ятна медаль.
Першими лауреатами стали 22 вересня 2009 року під час урочистого відзначення 525-річчя Любешева:
- виходець із села Ветли Любешівського району Перший заступник Голови Верховної ради Адам Іванович Мартинюк;
- місцевий літератор і краєзнавець Петро Авксентійович Кравчук[17].

### Уродженці Любешева
- Тарас Михалик — відомий футболіст, гравець команди «Динамо» (Київ) і національної збірної України.
- Навроцький В'ячеслав Олександрович — український правознавець, доктор юридичних наук.